# 馬德里 (愛荷華州)
馬德里（英語：Madrid）是一個位於美國愛荷華州布恩縣的城市。

## 地理
馬德里的座標為41°52′32″N 93°49′12″W / 41.87556°N 93.82000°W，而該地的平均海拔高度為310米（即1017英尺）。

## 人口
根據2010年美國人口普查的數據，馬德里的面積為3.08平方千米，均為陸地。當地共有人口2543人，而人口密度為每平方千米825人。